# Bébé est socialiste
Pour plus de détails, voir Fiche technique et Distribution.
Bébé est socialiste ou Bébé partisan de la sociale est un film muet français réalisé par Louis Feuillade et sorti en 1911.
Ce film fait partie de la série des Bébé.

## Fiche technique
- Titre : Bébé est socialiste
- Titre alternatif : Bébé partisan de la sociale
- Réalisation : Louis Feuillade
- Scénario : Louis Feuillade
- Société de production : Société des Établissements L. Gaumont
- Pays de production :  France
- Langue : film muet avec les intertitres en français
- Format : Noir et blanc — 35 mm — 1,33:1 — Muet
- Métrage : 148 m
- Genre : Comédie
- Durée : 5 minutes
- Date de sortie : 
  - France : décembre 1911

## Distribution
- René Dary : Bébé (comme Clément Mary)
- Renée Carl : la mère